# Scagea oligostemon
Scagea oligostemon là một loài thực vật có hoa trong họ Picrodendraceae. Loài này được (Guillaumin) McPherson miêu tả khoa học đầu tiên năm 1985.